# Rinette Reynvaan
R.E.C. (Rinette) Reynvaan-Jansen (1952) is een Nederlands politicus.
Ze groeide op in Vught en na haar hbo-opleiding ergotherapie was ze als ergotherapeut onder andere werkzaam bij het Dijkzigt Ziekenhuis in Rotterdam. Bovendien was ze vice-voorzitter van de Nederlandse Vereniging voor Ergotherapie. In 2002 werd ze lid van het dagelijks bestuur van de Sportraad in Dordrecht waarvan ze in 2006 vice-voorzitter werd. In 2010 werd Reynvaan voor de lokale partij Beter Voor Dordt wethouder bij de gemeente Dordrecht en in mei 2018 volgde haar benoeming tot waarnemend burgemeester van Giessenlanden. Op 1 januari 2019 fuseerde die gemeente met Molenwaard tot de gemeente Molenlanden, waardoor haar functie kwam te vervallen. In februari 2019 keerde Rinette Reynvaan tijdelijk terug als wethouder in Dordrecht. 